# پولین کوتانئا
پولین کوتانئا (فرانسوی: Pauline Coatanea‎؛ زادهٔ ۶ ژوئیهٔ ۱۹۹۳) بازیکن هندبال زن اهل فرانسه است.